# Czesław Robakowski
Czesław Bogdan Robakowski (ur. 6 stycznia 1949 w Sędzisławie) – polski górnik i polityk, poseł na Sejm X kadencji (1989–1991).

## Życiorys
Z wykształcenia magister inżynier górnik, ukończył w 1975 studia na Akademii Górniczo-Hutniczej w Krakowie. Rok później podjął pracę w Zakładach Górniczo-Hutniczych „Bolesław” w Bukownie jako nadgórnik oddziału wydobywczego, następnie zatrudniony kolejno jako sztygar zmianowy i oddziałowy oddziału wydobywczego.
Od 1980 działał w olkuskich strukturach Niezależnego Samorządnego Związku Zawodowego „Solidarność”, organizował związek w zakładzie pracy. Po wprowadzeniu stanu wojennego wrócił na stanowisko oddziałowego, po czym został z niego odwołany, a we wrześniu 1982 zatrudniony w dziale przygotowania w charakterze projektanta. Od maja 1989 był ponownie sztygarem zmianowym.
Brał udział w rozmowach Okrągłego Stołu. W 1989 uzyskał mandat posła na Sejm X kadencji w okręgu dąbrowskim z ramienia Komitetu Obywatelskiego. Zasiadał w Obywatelskim Klubie Parlamentarnym, należał do Komisji Polityki Gospodarczej, Budżetu i Finansów oraz Komisji Przekształceń Własnościowych.
Nie ubiegał się o reelekcję i wycofał się z działalności politycznej. Od 1990 do 1993 pełnił funkcję dyrektora ZGH Bolesław, był też dyrektorem technicznym zakładu opieki zdrowotnej w Olkuszu, następnie przeszedł do pracy w prywatnej spółce z branży handlowej.
W 2014 otrzymał Krzyż Wolności i Solidarności.